# Marleen Temmerman

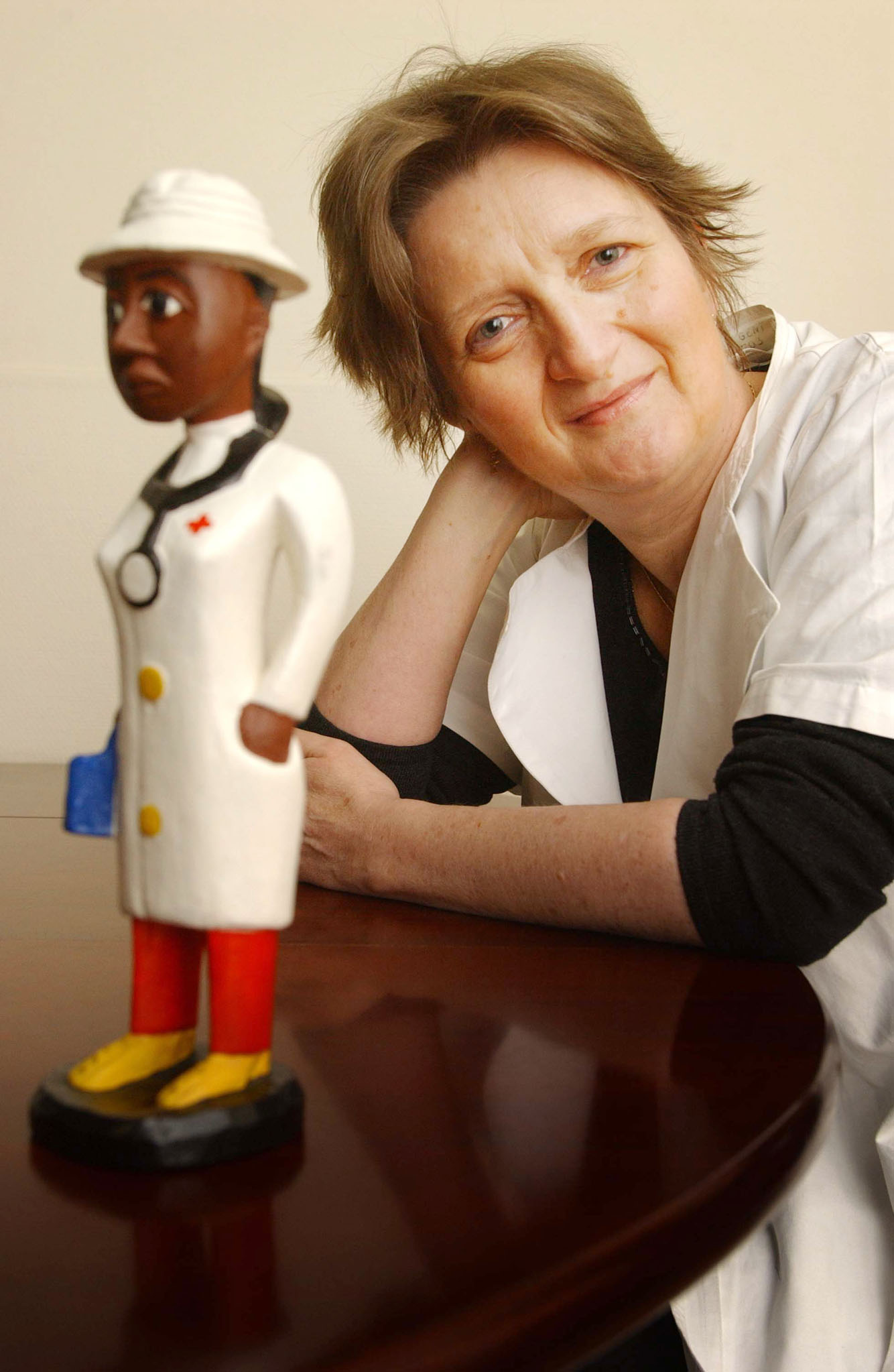
Marleen Temmerman

Marleen Temmerman (geboren am 24. März 1953 in Lokeren) ist eine belgische Gynäkologin und Politikerin. Sie war von 2007 bis 2012 Mitglied des Senats und ab 2011 Fraktionsvorsitzende ihrer Partei Agalev. Im Jahr 2012 verließ sie die politische Bühne.  Derzeit leitet sie das Centre of Excellence in Women and Child Health an einer Außenstelle der The Aga Khan University in Nairobi, Kenia.

## Ehrungen (Auswahl)
- 2006: Komturkreuz des Leopoldsordens
- 2009: FIGO-Verdienstpreis
- 2010: BMJ-Lifetime Achievement Award
- 2022: Mitglied der American Academy of Arts and Sciences
- 2022: Mitglied der National Academy of Medicine